# Forest Acres
Forest Acres é uma cidade localizada no estado norte-americano de Carolina do Sul, no Condado de Richland.

## Demografia
Segundo o censo norte-americano de 2000, a sua população era de 10.558 habitantes.
Em 2006, foi estimada uma população de 9906, um decréscimo de 652 (-6.2%).

## Geografia
De acordo com o United States Census Bureau tem uma área de
13,0 km², dos quais 11,9 km² cobertos por terra e 1,1 km² cobertos por água.

## Localidades na vizinhança
O diagrama seguinte representa as localidades num raio de 12 km ao redor de Forest Acres.